# Jól nézünk MIKI
A Jól nézünk MIKI Fenyő Miklós 1984-ben megjelent albuma. A Hungária együttes szétválása után készített break és rap stílusú albummal Fenyő Miklós egy időre szakított a rock and roll korszak zenéjével. Az album címadó dala 1985-ben maxi single változatban is megjelent. Az eredetileg hanglemez és műsoros magnókazetta formátumban megjelent album 1999-ben jelent meg CD változatban.

## Az album dalai
| #   | Cím                          | Hossz |
| --- | ---------------------------- | ----- |
| 1.  | Ye-ye Mr. Yello              | 3:45  |
| 2.  | Ibiza                        | 4:08  |
| 3.  | Roller Lady                  | 3:53  |
| 4.  | Fekete lábú indián           | 4:44  |
| 5.  | Mexico                       | 4:05  |
| 6.  | Coco-loco                    | 3:59  |
| 7.  | Nudli kugli klub             | 4:11  |
| 8.  | Fantomas break               | 3:24  |
| 9.  | Csillagszemű éj              | 4:44  |
| 10. | Jól nézünk Miki              | 4:07  |
| 11. | Jön a Break                  | 4:14  |
| 12. | Audio riadó                  | 3:54  |
| 13. | Audio riadó (Izil Audio Mix) | 4:22  |

## Közreműködők
- Fenyő Miklós: ének, rap
- Plexi: ének
- Dáci: ének, rap (Fenyő Dávid)
- Dió: rap (Fenyő Diána)
- Mr. Grafit: billentyűs hangszerek
- Szenyor Tenor: szaxofon
- Oké Negró: gitár (Jenei Szilveszter)
- Pepito: basszusgitár (Temesvári András ++)
- Pergő Gergő: dob
- Patron Tom: dob